# アンケ・フーバー
アンケ・フーバー（Anke Huber, 1974年12月4日 - ）は、ドイツ・ブルッフザール出身の元女子プロテニス選手。1996年全豪オープンテニスの女子シングルス準優勝者。長い間世界ランキング1位の座に君臨したシュテフィ・グラフとともに、ドイツ・テニス界を支えてきた選手である。シングルス自己最高ランキングは4位。右利き、バックハンド・ストロークは両手打ち。WTAツアーでシングルス12勝、ダブルス1勝を挙げた。グランド・ストロークの強打を最大の武器にした。

## 来歴
1989年1月に14歳でプロ入り。1990年にプロ初優勝を果たし、この年から女子テニス国別対抗戦「フェデレーションカップ」（当時の名称）の西ドイツ代表選手に選ばれた。（注：ドイツ再統一は1990年10月3日に実施されたため、フーバーのテニス経歴はほとんど「ドイツ」国籍による。）1991年の全豪オープンで世界の舞台に頭角を現す。強烈なグラウンド・ストロークから、最初は“グラフ2世”と呼ばれた。1992年のフェデレーションカップで、フーバーはグラフとともにドイツ・チームを5年ぶり2度目の優勝に導いた。1993年に全仏オープンで初の準決勝に進出するが、グラフに 1-6, 1-6 で完敗した。
1995年11月の女子テニスツアー年間最終戦「チェイス選手権」（当時の名称）で準優勝。その時の準々決勝で日本の伊達公子に逆転勝ちしたフーバーは、女子テニストーナメント唯一の5セット・マッチで戦われる決勝戦で、5歳年上の先輩グラフとフルセット（セットカウント 2-3, スコア：1-6, 6-2, 1-6, 6-4, 3-6）を戦った。（この5セット・マッチ決勝戦は、1998年を最後に廃止された。）フーバーはグラフには通算10戦全敗で一度も勝利を挙げることは出来なかった。
1996年の全豪オープンで初の4大大会決勝進出を果たしたが、1993年の刺傷事件から復帰してきた第1シードのモニカ・セレシュに 4-6, 1-6 のストレートで敗れ、フーバーは準優勝に終わった。1998年全豪オープンでベスト4、1999年全米オープンと2000年全米オープンでベスト8に進出している。
フーバーはオリンピックのドイツ代表選手としても、1992年バルセロナ五輪と1996年アトランタ五輪の2度出場記録がある。フェドカップ（1995年から現在の名称に変更）のドイツ代表選手としても、1990年から現役引退する2001年までその位置にとどまった。彼女は「シングルス通算勝利数」（24勝9敗）でドイツ・チームの歴代1位記録保持者である。
1999年8月に先輩のグラフが現役を引退してからは、フーバーが“孤軍奮闘”状態でドイツ・テニス界を支えた。2001年11月、地元ドイツ・ミュンヘンの「オリンピアホール」で開かれたWTAツアー選手権を最後に現役を引退する。最後の試合の相手はベルギーのジュスティーヌ・エナンで、1回戦で 1-6, 2-6 の完敗に終わった。地元での最後の試合であったが、会場のオリンピア・ホールに集まった観客は半分ほどであり、ドイツにおけるテニス人気の衰退を印象づけた場面だった。フーバーの引退後ドイツの女子テニス界は長く低迷したが、2010年代からアンドレア・ペトコビッチ、ザビーネ・リシキ、アンゲリク・ケルバーなどが活躍している。
フーバーは2005年4月に長男、2006年10月に長女を出産している。

## WTAツアー決勝進出結果

### シングルス: 23回 (12勝11敗)
| 大会グレード         |
| -------------------- |
| グランドスラム (0–1) |
| ツアー選手権 (0–1)   |
| ティア I (1–1)       |
| ティア II (4–6)      |
| ティア III (4–1)     |
| ティア IV & V (3–1)  |

| 結果   | No. | 決勝日         | 大会                 | サーフェス        | 対戦相手                   | スコア                  |
| ------ | --- | -------------- | -------------------- | ----------------- | -------------------------- | ----------------------- |
| 優勝   | 1.  | 1990年8月20日  | スケネクタディ       | ハード            | マリアン・ワーデル         | 6–1, 5–7, 6–4           |
| 準優勝 | 1.  | 1990年9月24日  | バイヨンヌ           | ハード (室内)     | ナタリー・トージア         | 3–6, 6–7(8)             |
| 優勝   | 2.  | 1991年10月14日 | フィルダーシュタット | ハード (室内)     | マルチナ・ナブラチロワ     | 2–6, 6–2, 7–6(4)        |
| 準優勝 | 2.  | 1993年1月11日  | シドニー             | ハード            | ジェニファー・カプリアティ | 1–6, 4–6                |
| 優勝   | 3.  | 1993年7月12日  | キッツビュール       | クレー            | ジュディス・ヴィースナー   | 6–4, 6–1                |
| 準優勝 | 3.  | 1993年10月18日 | ブライトン           | カーペット (室内) | ヤナ・ノボトナ             | 2–6, 4–6                |
| 優勝   | 4.  | 1994年7月25日  | スティリア           | クレー            | ジュディス・ヴィースナー   | 6–3, 6–3                |
| 優勝   | 5.  | 1994年10月16日 | フィルダーシュタット | ハード (室内)     | マリー・ピエルス           | 6–4, 6–2                |
| 優勝   | 6.  | 1994年11月13日 | フィラデルフィア     | カーペット (室内) | マリー・ピエルス           | 6–0, 6–7(4), 7–5        |
| 優勝   | 7.  | 1995年10月1日  | ライプツィヒ         | カーペット (室内) | マグダレナ・マレーバ       | 不戦勝                  |
| 準優勝 | 4.  | 1995年11月13日 | ニューヨーク         | カーペット (室内) | シュテフィ・グラフ         | 1–6, 6–2, 1–6, 6–4, 3–6 |
| 準優勝 | 5.  | 1996年1月28日  | 全豪オープン         | ハード            | モニカ・セレシュ           | 4–6, 1–6                |
| 優勝   | 8.  | 1996年6月17日  | スヘルトーヘンボス   | 芝                | ヘレナ・スコバ             | 6–4, 7–6(2)             |
| 準優勝 | 6.  | 1996年8月12日  | ロサンゼルス         | ハード            | リンゼイ・ダベンポート     | 2–6, 3–6                |
| 優勝   | 9.  | 1996年10月6日  | ライプツィヒ         | カーペット (室内) | イバ・マヨリ               | 5–7, 6–3, 6–1           |
| 準優勝 | 7.  | 1996年10月13日 | フィルダーシュタット | ハード (室内)     | マルチナ・ヒンギス         | 2–6, 6–3, 3–6           |
| 優勝   | 10. | 1996年10月21日 | ルクセンブルク       | カーペット (室内) | カリナ・ハブスドバ         | 6–3, 6–0                |
| 準優勝 | 8.  | 1997年2月10日  | パリ                 | カーペット (室内) | マルチナ・ヒンギス         | 3–6, 6–3, 3–6           |
| 準優勝 | 9.  | 1997年8月11日  | トロント             | ハード            | モニカ・セレシュ           | 2–6, 4–6                |
| 優勝   | 11. | 2000年4月16日  | リスボン             | クレー            | ナタリー・ドシー           | 6–2, 1–6, 7–5           |
| 優勝   | 12. | 2000年7月17日  | ソポト               | クレー            | ガラ・レオン・ガルシア     | 7–6(4), 6–3             |
| 準優勝 | 10. | 2001年2月5日   | パリ                 | カーペット (室内) | アメリ・モレスモ           | 6–7(2), 1–6             |
| 準優勝 | 11. | 2001年5月26日  | ストラスブール       | クレー            | シルビア・ファリナ・エリア | 5–7, 6–0, 4–6           |

### ダブルス: 4回 (1勝3敗)
| 結果   | No. | 決勝日         | 大会       | サーフェス        | パートナー                       | 対戦相手                              | スコア           |
| ------ | --- | -------------- | ---------- | ----------------- | -------------------------------- | ------------------------------------- | ---------------- |
| 準優勝 | 1.  | 1993年10月18日 | ブライトン | カーペット (室内) | ラリサ・ネーランド               | ローラ・ゴラルサ ナタリア・メドベデワ | 3–6, 6–1, 4–6    |
| 優勝   | 1.  | 1997年5月4日   | ハンブルク | クレー            | マリー・ピエルス                 | ルクサンドラ・ドラゴミル イバ・マヨリ | 2–6, 7–6(1), 6–2 |
| 準優勝 | 2.  | 1999年1月11日  | シドニー   | ハード            | メアリー・ジョー・フェルナンデス | エレーナ・リホフツェワ 杉山愛         | 3–6, 6–2, 0–6    |
| 準優勝 | 3.  | 1999年10月18日 | モスクワ   | カーペット (室内) | ジュリー・アラール＝デキュジス   | リサ・レイモンド レネ・スタブス       | 1–6, 0–6         |

## 4大大会シングルス成績
略語の説明
| W | F | SF | QF | #R | RR | Q# | LQ | A | Z# | PO | G | S | B | NMS | P | NH |

W=優勝, F=準優勝, SF=ベスト4, QF=ベスト8, #R=#回戦敗退, RR=ラウンドロビン敗退, Q#=予選#回戦敗退, LQ=予選敗退, A=大会不参加, Z#=デビスカップ/BJKカップ地域ゾーン, PO=デビスカップ/BJKカッププレーオフ, G=オリンピック金メダル, S=オリンピック銀メダル, B=オリンピック銅メダル, NMS=マスターズシリーズから降格, P=開催延期, NH=開催なし.
| 大会           | 1990 | 1991 | 1992 | 1993 | 1994 | 1995 | 1996 | 1997 | 1998 | 1999 | 2000 | 2001 | 通算成績 |
| -------------- | ---- | ---- | ---- | ---- | ---- | ---- | ---- | ---- | ---- | ---- | ---- | ---- | -------- |
| 全豪オープン   | 3R   | QF   | QF   | 4R   | 3R   | 4R   | F    | 4R   | SF   | 2R   | 1R   | A    | 33–11    |
| 全仏オープン   | A    | 3R   | 2R   | SF   | 4R   | 4R   | 4R   | 1R   | A    | A    | 4R   | 2R   | 21–9     |
| ウィンブルドン | 2R   | 4R   | 3R   | 4R   | 2R   | 4R   | 3R   | 3R   | A    | 1R   | 4R   | 4R   | 23–11    |
| 全米オープン   | 1R   | 2R   | 1R   | 3R   | 2R   | 4R   | 1R   | 3R   | 1R   | QF   | QF   | 3R   | 19–12    |